# Hrabstwo Lenawee
Hrabstwo Lenawee (ang. Lenawee County) – hrabstwo w stanie Michigan w Stanach Zjednoczonych. Obszar całkowity hrabstwa obejmuje powierzchnię 761,31 mil2 (1 971,80 km²). Według danych z 2010 r. hrabstwo miało 99 892 mieszkańców. Hrabstwo powstało w 1822 roku.

## Sąsiednie hrabstwa
- Hrabstwo Washtenaw (północny wschód)
- Hrabstwo Monroe (wschód)
- Hrabstwo Lucas (Ohio) (południowy wschód)
- Hrabstwo Fulton (Ohio) (południowy zachód)
- Hrabstwo Hillsdale (zachód)
- Hrabstwo Jackson (północny zachód)

## Miasta
- Adrian
- Hudson
- Morenci
- Tecumseh

## CDP
- Jasper
- Manitou Beach-Devils Lake

## Wioski
- Addison
- Blissfield
- Britton
- Clayton
- Clinton
- Deerfield
- Onsted